# Oláibar
Oláibar —más comúnmente Valle de Oláibar— (cooficialmenteen euskera: Olaibar) es un municipio español de la Comunidad Foral de Navarra, situado en la Merindad de Pamplona, en la comarca de Ultzamaldea y a 11 km de la capital de la comunidad, Pamplona. Su población en 2024 fue de 407 habitantes (INE).

## Toponimia
Oláibar significa en lengua vasca ‘valle de la cabaña o de la ferrería’, de ola (‘cabaña, ferrería’) + ibar (‘vega’). Puede ser que su significado etimológico sea este, o bien que haya surgido de forma indirecta del nombre de su capital, Olave.
Oláibar figuraba en la Edad Media bajo la denominación de Valle de Olave, siendo Olave la tradicional capital del mismo, pero con el paso de los años el valle terminó siendo conocido como Oláibar. El nombre de su capital, Olave proviene de ola be(he) que significa ‘bajo la cabaña o la ferrería’. No hay restos de la ferrería que le pudo dar nombre; Ola es una palabra vasca que significa ferrería en sentido restringido, pero cabaña o majada en un sentido más amplio, por lo que en este caso pudo tener origen en este segundo significado.
A pesar de que figurase en los registros escritos como valle de Olave, dado que el valle perteneció hasta el siglo XX al área vascoparlante de Navarra, no es nada descabellado pensar que su nombre más común fuese en lengua vasca, Olabe ibar (valle de Olave), que pudo originar el actual nombre del valle de la siguiente manera: Olabe ibar > Olabibar > Olaibar. Ahora bien, también su origen pudo ser directamente Ola ibar > Olaibar.

## Geografía
Integrado en la comarca de Ultzamaldea, la capital del concejo, Olave, se sitúa a 10 kilómetros de Pamplona. El término municipal está atravesado por la carretera N-121-A (Pamplona-Irún). Su territorio está surcado de norte a sur por el río Ulzama, cuyo valle define el relieve del territorio junto con las montañas que lo circundan. La altitud oscila entre los 977 metros al oeste (pico Ortxikasko), en el límite con Ezcabarte, y los 470 metros al sur, a orillas del río Ulzama. La capital municipal se alza a 483 metros sobre el nivel del mar. 
| Noroeste: Odieta    | Norte: Anue    | Nordeste: Anue y Esteribar |
| Oeste: Ezcabarte    |                | Este: Esteribar            |
| Suroeste: Ezcabarte | Sur: Ezcabarte | Sureste: Esteribar         |

El municipio está compuesto por cuatro concejos: Endériz, Olaiz, Olave (capital) y Osacáin; y por tres lugares habitados: Beraiz, Osavide y Zandio. 

## Demografía
Oláibar cuenta con una población de 407 habitantes (INE 2024).
| Gráfica de evolución demográfica de Olaibar entre 1857 y 2021 |
| |
| Población de derecho según los censos de población del INE Población de hecho según los censos de población del INEEn estos censos se denominaba Oláibar: 1860, 1877, 1887, 1897, 1900, 1910, 1920, 1930, 1940, 1950, 1960, 1970, 1981 y 1991 Entre el censo de 1857 y el anterior, aparece este municipio porque se fusionan los municipios 315089 (Olaiz) con el resto del Valle de Olaibar |

#### Núcleos de población
El municipio se divide en los siguientes núcleos de población, según el nomenclátor de población publicado por el INE (Instituto Nacional de Estadística). Los datos de población se refieren a 2014
| Entidad de Población | Pob. (2014) |
| -------------------- | ----------- |
| Beraiz               | 4           |
| Endériz              | 102         |
| Olaiz                | 26          |
| Olave                | 73          |
| Osacáin              | 54          |
| Osavide              | 13          |
| Zandio               | 17          |

## Administración y política

### Gobierno municipal
| Partido político                 | 2015  | 2015  | 2015       |
| Partido político                 | Votos | %     | Concejales |
| Agrupación Independiente Oláibar | 139   | 93,92 | 7          |

### Elecciones generales
| Elecciones al Congreso de 2016 en Oláibar | Elecciones al Congreso de 2016 en Oláibar            | Elecciones al Congreso de 2016 en Oláibar | Elecciones al Congreso de 2016 en Oláibar | Elecciones al Congreso de 2016 en Oláibar |
| Logo                                      | Partido político                                     | Votos                                     | Porcentaje                                |                                           |
| ----------------------------------------- | ---------------------------------------------------- | ----------------------------------------- | ----------------------------------------- | ----------------------------------------- |
|                                           | Unión del Pueblo Navarro (UPN)                       | 51                                        | 31,68%                                    |                                           |
|                                           | Podemos (Podemos)                                    | 51                                        | 31,68%                                    |                                           |
|                                           | EH Bildu (EH Bildu)                                  | 24                                        | 14,91%                                    |                                           |
|                                           | Partido Socialista Obrero Español (PSOE)             | 12                                        | 7,45%                                     |                                           |
|                                           | Geroa Bai (GBai)                                     | 12                                        | 7,45%                                     |                                           |
|                                           | Partido Animalista Contra el Maltrato Animal (PACMA) | 4                                         | 2,48%                                     |                                           |
|                                           | Ciudadanos-Partido de la Ciudadanía (Cs)             | 4                                         | 2,48%                                     |                                           |
|                                           | Libertad Navarra-Libertate Nafarra (Ln)              | 1                                         | 0,62%                                     |                                           |